# Jorge Carlos Hurtado Valdez
Jorge Carlos Hurtado Valdéz (San Francisco de Campeche, Campeche; 22 de marzo de 1949) es un político y contador público mexicano, miembro del Partido Revolucionario Institucional. Fue gobernador de Campeche entre 2003 y 2009.
Anteriormente, ha sido Titular del Sistema Nacional de Seguridad Pública; Presidente Municipal de la capital de esa entidad, y Titular del Órgano Interno de Control de la Secretaría de Gobernación, del Archivo General de la Nación, del Organismo Promotor de Medios Audiovisuales y del Centro de Investigación y Estudios en Seguridad, Oficial Mayor de la Secretaría de Educación Pública, actualmente tiene el cargo de Oficial Mayor de la Secretaría de Medio Ambiente y Recursos Naturales.